# Megumu Nishida
Megumu Nishida (西田 恵 Nishida Megumu?), född 10 januari 1998 i Osaka prefektur, är en japansk fotbollsspelare.
Nishida började sin karriär 2020 i Zweigen Kanazawa. 2021 flyttade han till Iwate Grulla Morioka.